# Biosemiotics
Biosemiotics é uma revista científica trimestral revisada por pares sobre biossemiótica publicada pela Springer Science+Business Media. Foi fundada em 2008 pela Sociedade Internacional de Estudos Biossemióticos. O atual editor-chefe é Yogi Hale Hendlin, da Erasmus Universiteit Rotterdam.
De acordo com o Journal Citation Reports, a revista tem um fator de impacto de 0,711 em 2020.